# Медаль Жукова
Медаль Жукова заснована відповідно до Рішення Ради глав держав Співдружності Незалежних Держав від 26 травня 1995 року.

## Україна
Відповідно до Рішення Ради глав держав Співдружності Незалежних Держав від 26 травня 1995 року, підписаного від імені України, Указом Президента України Л. Д. Кучми № 198/98 від 18 березня 1998 року було постановлено нагородити медаллю Жукова учасників бойових дій у Великій Вітчизняній війні 1941—1945 років — громадян України.

## Інші держави СНД

### Російська Федерація
- 9 травня 1994 року указом Президента Російської Федерації Б. Н. Єльцина «Про заснування ордена Жукова та медалі Жукова»[1] були засновані нові державні нагороди — орден Жукова та медаль Жукова.
- Указом Президента Російської Федерації від 7 вересня 2010 року № 1099 «Про заходи щодо вдосконалення державної нагородної системи Російської Федерації»[2] затверджені нині діючі статут та опис медалі.

## Опис медалі Жукова
Медаль Жукова — з латуні й у формі кола діаметром 32 мм.
На лицевій стороні медалі — погрудне рельєфне зображення Г. К. Жукова. У верхній частині — рельєфний напис «Георгий Жуков», у нижній — рельєфне зображення лаврових і дубових гілок.
На зворотному боці медалі в центрі — рельєфні «1896-1996». У нижній частині медалі — рельєфне зображення лаврових і дубових гілок.
Краї медалі окантовані бортиком.
Медаль за допомогою вушка і кільця з'єднується з п'ятикутної колодкою, обтягнутою шовковою муаровою стрічкою. Ширина стрічки 24 мм. Ліва половина стрічки червоного кольору. На правій половині стрічки — п'ять подовжніх рівних по ширині смуг, що чергуються три чорного і два жовтогарячі кольори і по краях — одній вузькій жовтогарячій смузі шириною 1 мм.
Медаль номера не має.

## Історична достовірність зображення
На лицевій стороні медалі міститься зображення маршала СРСР Г. Жукова у військовому мундирі, який був скасований у 1945 році, проте з чотирма зірками Героя СРСР, останню з яких маршал Г. Жуков отримав за придушення повстання у Будапешті в 1956 році